# Gerencsér Miklós
Gerencsér Miklós (Győr, 1932. december 4. – Aszófő, 2010. május 17.) magyar író, újságíró, lapszerkesztő.

## Életpályája
Szakmunkásképzőben, építőipari technikumban, egy évig az Iparművészeti Főiskolán tanult. Politikai főiskolát végzett. Építőmunkásként dolgozott Sztálinvárosban. 1952–56 között a Magyar Távirati Iroda és a Néphadsereg munkatársa volt. 1956–88 között a Népszabadság munkatársa volt. 1968–74 között az Ifjúsági Magazin főszerkesztője volt.
A Vörös könyv 1919 című alkotásában szorgalmasan gyűjtötte össze a Magyarországi Tanácsköztársaság 133 napjának dokumentumait. Engedélyeket szerzett, sokáig kutatott zárt archívumokban: újsághíreket, leveleket, falragaszokat, fényképeket, rendeleteket gyűjtött. A gyűjteményt a lakiteleki Antológia Kiadó jelentette meg 1993-ban. A Nemzeti Könyvtár 2016-ban jelentette meg külön kötetben.

## Művei
- Ember a mezsgyén (regény és elbeszélések, 1958)
- Hátsóváros (ifjúsági regény, 1958)
- Égre nyíló ablak (kisregény, 1959)
- Kerekeskút (dráma, 1959)
- A szombaton teremtett ország (ifjúsági regény, 1964)
- Tilalomfa (regény, 1966)
- A gyűlölet ellenfele (regény, 1970)
- A szívrabló, avagy Üllős Fábián vallomása különböző szerelmeiről (regény, 1970)
- Messze, mindenkitől (regény, 1972)
- Fekete tél (dokumentumregény, 1970)
- Idegen feleség (regény, 1975)
- Így élt… Táncsics Mihály (1975)
- Emberöltő (cikkek, riportok, 1978)
- Emlékezz a vadrucára (elbeszélések, 1980)
- Középütt a gyár (riportok, 1980)
- Ferde ház (regény, 1980)
- Aradi napló (regény, 1981)
- Honvágy (regény), Szépirodalmi, Budapest, 1983
- Suta szerelmesek (regény), Népszava Lap- és Könyvkiadó, Bp., 1984
- Üzenet (esszék, tanulmányok), 1984
- Az északi arcvonal (regény, 1989)
- Vörös könyv 1919; szerk., képvál. Gerencsér Miklós; Antológia, Lakitelek, 1993
- Újdonászi ódonságok Veszprém vármegyéről 1857-61-ből; Jókai Mór Városi Könyvtár–Eötvös Károly Megyei Könyvtár, Pápa–Veszprém, 1997
- Abdai talányok. A Radnóti-mítosz cáfolata; Antológia, Lakitelek, 1998
- Aszófői tollvonások; szerzői, Aszófő–Veszprém, 2001
- Így lopott meg Lezsákia; szerző, s.l., 2003
- Vörös Könyv 1919. Antológia Kiadó, Lakitelek, 1993; Magyar Közlöny kiadó, Budapest, 2016

## Színházban bemutatott művei
- Kerekeskút
- A parancs (1968)[3]